# Acido tetraidrofolico
L'acido tetraidrofolico, noto anche come THF, è un derivato dell'acido folico. Nell'organismo viene prodotto per riduzione enzimatica. Tale processo avviene attraverso due successive reazioni di riduzione catalizzate dall'enzima diidrofolato reduttasi.